# Puti Shushen

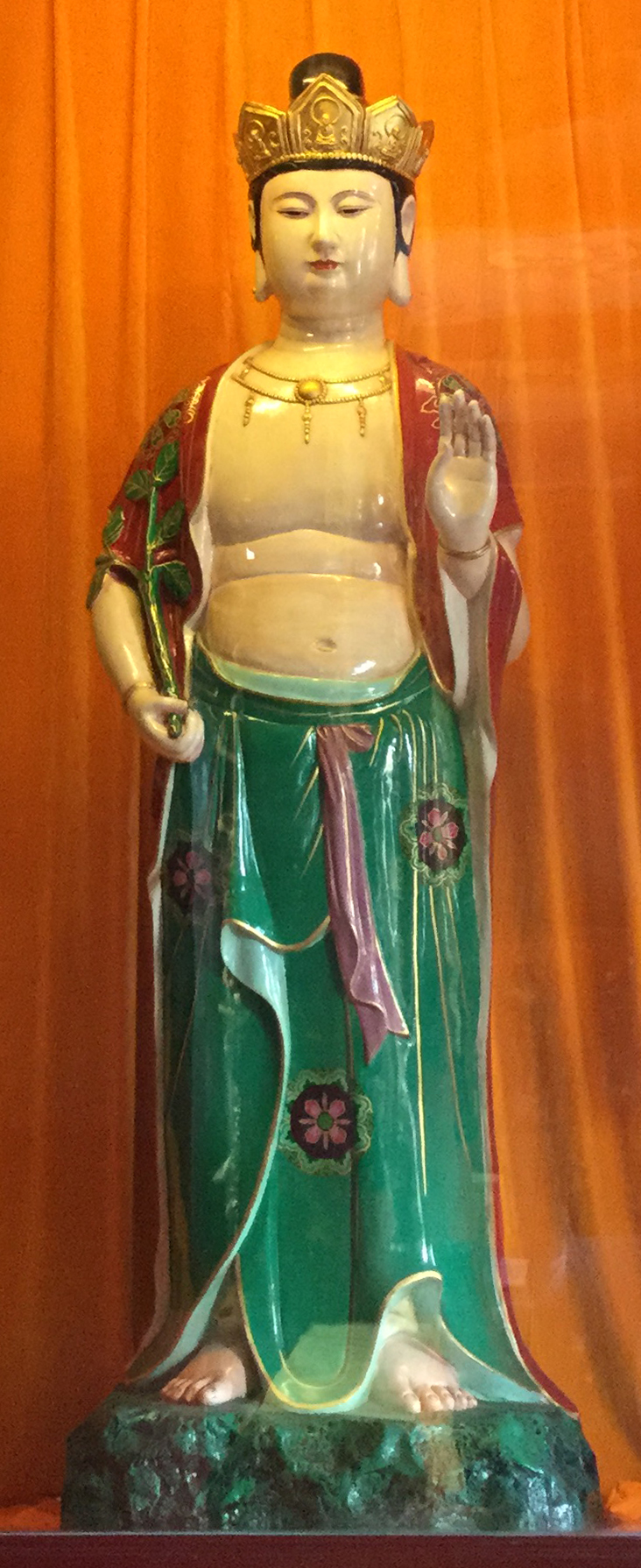
Puti Shushen

Puti Shushen, är en gudinna inom kinesisk buddhism. 
Hon vördas inom den kinesiska grenen av buddhismen som beskyddaren av bodhiträdet, ett viktigt träd inom buddhismen då det var under ett sådant som Siddhartha Gautama nådde buddhaskap. 